# Gerdt Meyer

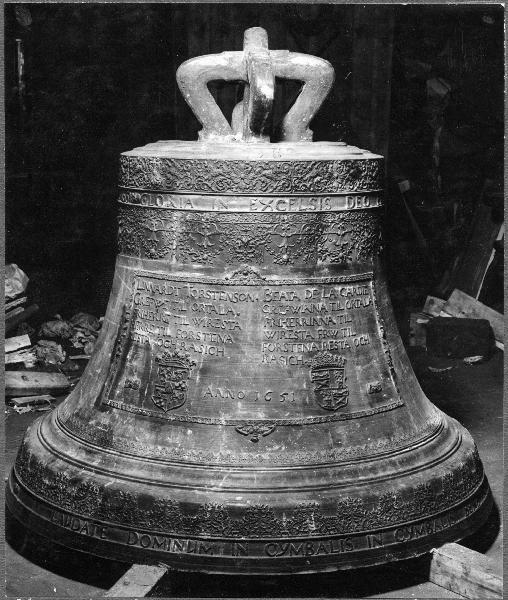
Storklockan vid Klockstapeln, Bromma kyrka är prydd med Torstensonska och De la Gardieska vapen och "Anno 1651" och en bild av S:t Mikael. Klockan göts av Gerdt Meyer.

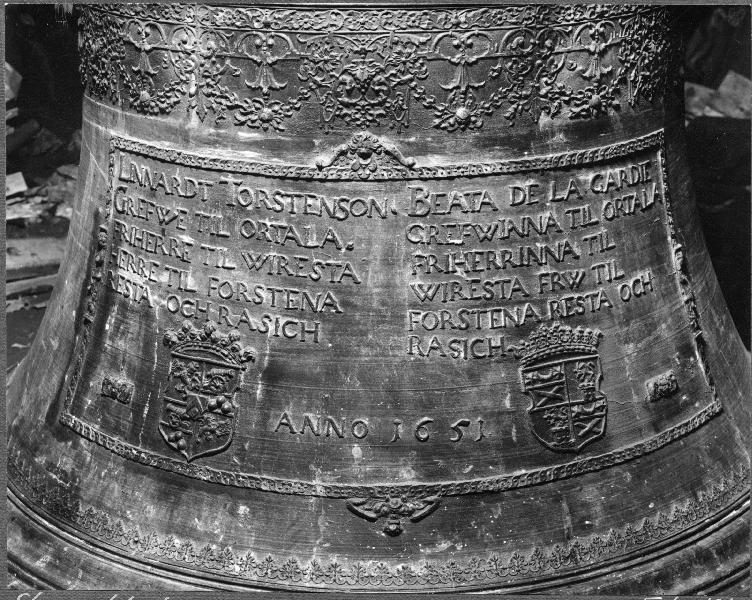
Detalj av Storklockan från 1651 vid Klockstapeln, Bromma kyrka. Klockan göts av Gerdt Meyer.

Gerdt Meyer (även Gerhard Mejer) var född i Riga, Lettland och var styck- och klockgjutare i Stockholm under 1600-talet. År 1641 fick han fullmakt som kronans styckgjutare och han grundade ett klockgjuteri, Meyerska Styckgjuteriet i Stockholm.
I Stockholm bildades år 1626 Klock-, Kron- och Styckgjutarämbetet och detta år kan därför anses som ett märkesår i svensk klockgjutningshistoria. Kungen lät inkalla utländska mästare, och dessa fick stor betydelse för yrkets utveckling i Sverige.

## Biografi
Gerdt Meyer inflyttade med sin mor Catharina och styvfar Gessus Medardus från Riga till Stockholm cirka 1623. Där styvfadern var verksam som "Kunglig Styckgjutare" mellan 1623-1641. Han efterträdes av styvsonen Gerdt Meyer som fick kunglig fullmakt som kronans styckgjutare 1641. Han grundade då Meyerska Styckgjuteriet vid Hötorget (Beridarebanan) i Stockholm, som under sekler tillverkade många klockor i Sverige. Han byggde ett gjuterihus, det Meyerska styckgjuteriet, på kronans tomt vid Rännarebanan (söder om nuvarande Hötorget), där sedan inrättningen bibehölls till slutet av 1700-talet. Meyer fortsatte att arbeta in på 1650-talet (han levde ännu 1656, men var död 1659). Han göt framförallt kanoner ("stycken") och kyrkklockor, av vilka några bevarats till vår tid (1913).
Gerdt Meyer var far till Johan Meyer, farfar till Gerhard Meyer d.ä, farfarsfar till Gerhard Meyer d.y. och farfars farfar till Gerhard Meyer (1728–1797), vilka alla senare var i ledningen för Meyerska styckgjuteriet.
År 1651 göt Gerdt Meyer Storklockan vid Klockstapeln  vid Bromma kyrka. Storklockan har en ingraverad text som säger att den är en gåva från fältmarskalken greve Lennart Torstenson (1603-1651), som i Bromma på 1640-talet lät bygga Ulvsunda slott. Kyrkklockan skänktes 1651 av Lennart Torstenson och hans hustru, Beata De la Gardie (Johansdotter) (1612–1680). Den är prydd med Torstensonska och De la Gardieska vapnen och Anno 1651 och en bild av S:t Mikael.
Storklockans inskrift på ena sidan: "LINNART TORSTENSON / GREFWE TILL ORTALA/FRIHERRE TILL WIRESTA. / HERRE TILL FORSTENA. / RESTA OCH RASICH. / BEATA DE LA GARDIE. / GREWINNA TIL ORTALA. / FRIHERRINNA TILL WIRESTA FRW TILL. / FORSTENA, RESTA OCH / RASICH. Storklockans inskrift i en ring överst och med fortsättning av text underst på klockan lyder: GLORIA IN EXCELSIS DEO, ET IN TERRA PAX, HOMINIBUS BONA VOLUNTAS, 1651. LAUDATE DOMINUM IN CYMBALIS BENE SONANTIBUS. HOLMIAE ME FUNDEBAT GERDT. MEÜER. ANNO 1651. Texten lyder i svensk översättning: Ära vare Gud i höjden och frid på jorden, åt människorna en god vilja. Loven Herren med välklingande cymbaler. Gert Meyer göt mig i Stockholm 1651."

### Familj
Meyer gifte sig omkring 1635 med Maria von der Linde av släkten von der Linde (död 1678). Hon var dotter till kammarrådet Erik Larsson von der Linde och Helena Huusman.